# Scheibe SF 25
Der Scheibe SF 25 Falke ist ein zweisitziger, in Gemischtbauweise hergestellter Motorsegler, der ab 1963 von der Scheibe-Flugzeugbau GmbH entwickelt und gefertigt wurde. Er wurde zu einem der meistgebauten Motorsegler der Welt. Wesentliche Ursachen für diesen Erfolg waren die „Side-by-Side“-Sitzanordnung, die die Schulung vereinfachte, die einfache und robuste Gemischtbauweise sowie gutmütige Flugeigenschaften.
Ebenfalls zur Falken-Familie zählt der aus dem Bergfalken IV entwickelte SF 28 „Tandem-Falke“, bei dem die Sitzanordnung zugunsten einer besseren Aerodynamik geändert wurde. Die Piloten sitzen hintereinander, was einen schlankeren Rumpf ermöglicht.

## Geschichte
Der Falke war von Beginn an als einfach zu fliegendes und zu wartendes Flugzeug ausgelegt, um den Segelflugvereinen eine kostengünstige Alternative in der Schulung und für den Winterflugbetrieb zu bieten. Die Gemischtbauweise war ideal, da die meisten Vereine jener Zeit durch Selbstbau und eigene Wartung des vorhandenen Segelflugzeugparks mit ihr vertraut waren und die erforderlichen Werkzeuge zur Verfügung hatten.
Bei der Entwicklung des Falken konnte Egon Scheibe auf Erfahrungen mit motorisierten Varianten seiner Mü 13 und dem einsitzigen Motorsegler SF 24 „Motorspatz“ zurückgreifen.
Der Erstflug des A-Falken erfolgte 1963. Die Auslegung als Schulterdecker konnte nicht überzeugen, da die Wendigkeit in der Luft und Manövrierbarkeit am Boden zu wünschen übrig ließen. Zudem erforderte der A-Falke einen Helfer, um die Tragfläche beim Start zu halten. Viele A-Falken wurden daher am Fahrwerk modifiziert, um einen Start ohne Helfer zu ermöglichen.
Mit dem SF 25 B wurden diese Mängel abgestellt. Ab 1967 wurde der B-Falke als Tiefdecker entwickelt und erhielt 1968 die Musterzulassung des Luftfahrt-Bundesamtes. 373 Exemplare der B-Version wurden gebaut und Detailverbesserungen wie ein Klappflügelmechanismus zum platzsparenden Unterstellen, vereinfachter Einstieg, Verstellpropeller und stärkere Motorisierung beim SF 25 C vorgenommen. Mit den später eingebauten Motoren wurde aus dem Falken ein kostengünstiges Schleppflugzeug. Einen besonderen Beleg der Leistungsfähigkeit und Robustheit der Flugzeugkonstruktion erbrachte der Journalist Wolf Heckmann, der mit der SF 25 C D-KOEO in rund 230 Flugstunden von Deutschland nach Australien flog.

## Konstruktion
Bei der Konstruktion des Falken verfolgte Egon Scheibe einen pragmatischen Ansatz; so sollten möglichst wenig Teile neu konstruiert werden. Daher wurden die Tragflächen des Bergfalke II ebenso unverändert übernommen wie das Höhenleitwerk des Sperbers. Das Höhenleitwerk wird nach wie vor unverändert beim derzeit produzierten SF 25 C verwendet.
Der Rumpf besteht aus einem bespannten Stahlrohrgestell, während die Tragflächen in Sperrholzbauweise ausgeführt und ebenfalls bespannt sind. Das Fahrwerk bestand ursprünglich aus einem zentralen Hauptrad mit Trommelbremse. Mit dem SF 25 B kamen kleine Stützräder unter den Tragflächen sowie ein lenkbares Spornrad hinzu, das die Manövrierfähigkeit am Boden verbesserte. Später war der C-Falke auch mit Zweibein- oder Bugradfahrwerk erhältlich.
Der Einstieg erfordert eine gewisse Sportlichkeit, da zunächst die hohe Bordwand überstiegen werden muss. Die Plexiglashaube öffnet nach vorne und wird dann von einem Gurt in Position gehalten. Seit 2005 gibt es eine neue Haubenkonstruktion, bei der die nicht mehr unterteilte Haube zum Öffnen vorne angehoben und dann nach hinten geschwenkt wird. Die Falken verfügen über nur mäßig wirksame Bremsklappen auf der Tragflächenoberseite. Durch den großen Rumpfquerschnitt sind jedoch auch steile Anflüge durch Seitengleitflug möglich. Die Trommelbremse des Hauptfahrwerks wird durch Ziehen des Bremsklappenhebels bis zum Anschlag betätigt.

## Versionen

### SF 25 A

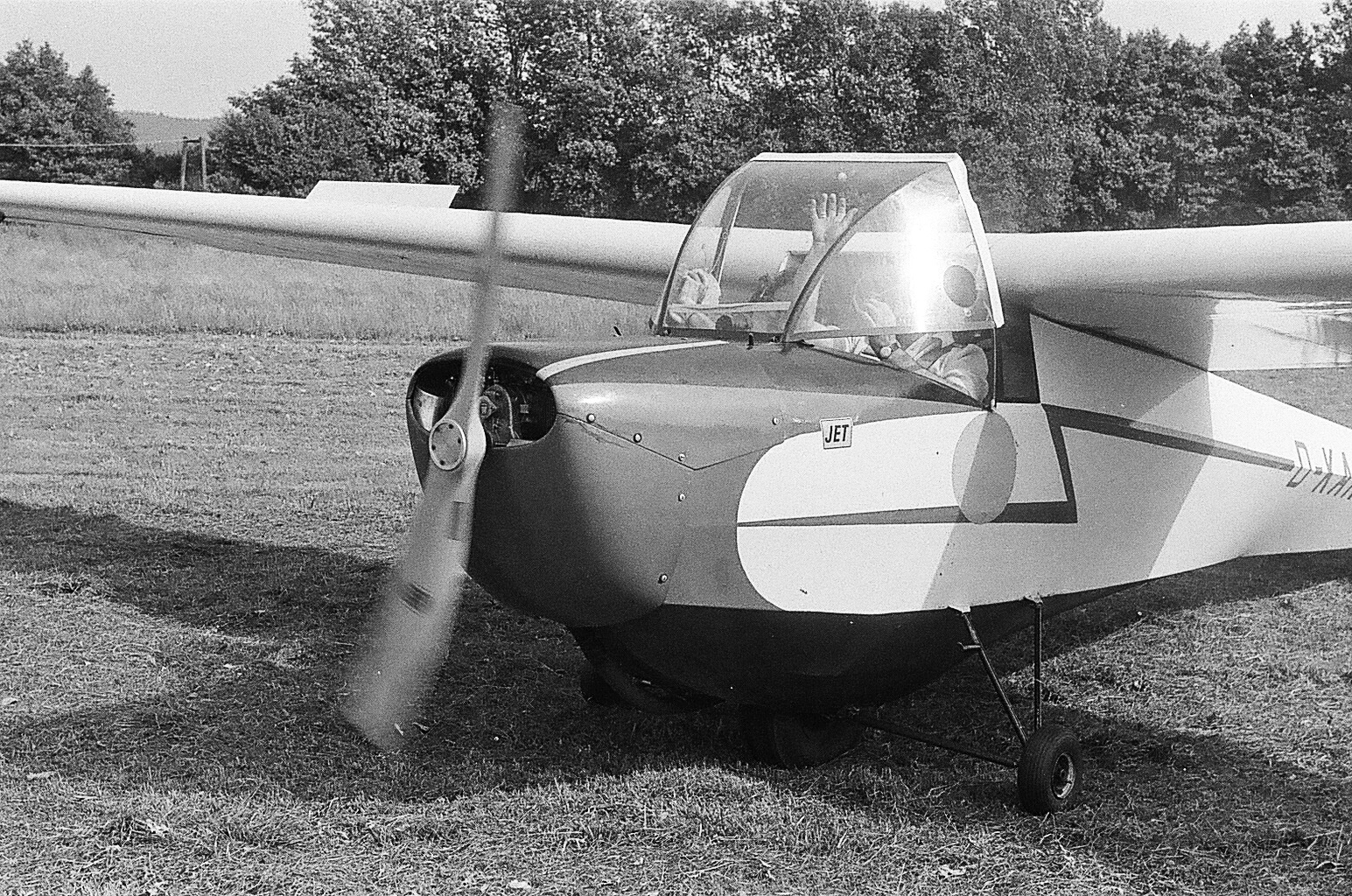
SF 25 A am Flugplatz Anspach 1973: Schulterdecker mit Stützrädern am Rumpf

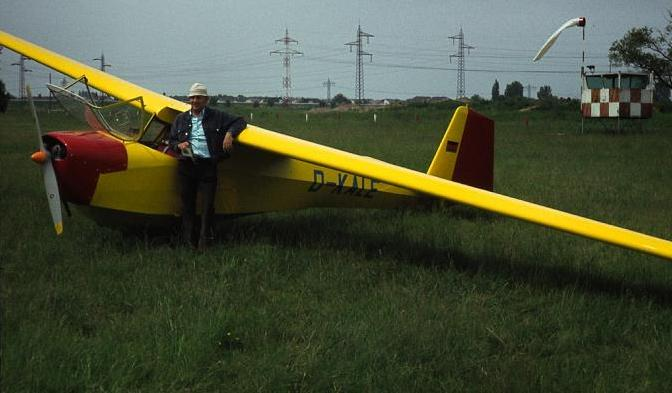
SF25a in Erlangen

Der SF 25 A wurde als Schulterdecker konzipiert. Das Fahrwerk besteht aus einem Hauptrad und einem Spornrad, etliche Maschinen hatten auch an Rumpf und Hauptrad befestigte Stützräder. An den Flügelenden erhielt der „A-Falke“ Schleifbügel, den manche Halter zusätzlich mit kleinen Rädchen versahen.
Die Handhabung des damals häufig verbauten Vierzylinder-Zweitakt-Boxermotors „Hirth F10“, ursprünglich für den Betrieb auf Motorschlitten konstruiert, setzte ein hohes Maß an technischem Verständnis voraus, da er im Vergleich zu den in der allgemeinen Luftfahrt eingesetzten Viertaktmotoren eine erheblich andere Bedienung erforderte. Auch verlangte die Anlassprozedur mittels eines manuellen Seilzugstarters in der engen Kabine eine gewisse Sportlichkeit des Piloten. Wurde im Flugbetrieb das Benzin-Luft-Gemisch zu mager eingestellt, führte dies innerhalb weniger Minuten unweigerlich zu durchgebrannten Kolbenböden und zerschmolzenen Zündkerzen, was in Verbindung mit dem ungewohnten Anlassvorgang dem Triebwerk den Ruf der Unzuverlässigkeit einbrachte. Auch die Geräuschentwicklung war selbst nach damaligen Maßstäben recht störend: Lautstärke und Frequenz brachten dem A-Falken den Beinamen „Rasenmäher“ ein. Als Alternative wurden auch der Herkules-Wankelmotor W2000 aus dem Motorradbau und später der Rotax 447 verwendet.
Im Flugbetrieb standen daher die Segelflugleistungen des Falken im Vordergrund. Deshalb war auch eine Kupplung für den Windenstart vorhanden. Auch wenn der A-Falke nicht zu den wendigsten Flugzeugen zählt, wurden Streckenflüge von 300 km und reine Segelflugzeiten von über 5 Stunden belegt. Diese werden durch die im Vergleich zu den Nachfolgeversionen etwa 75 kg niedrigere Leermasse und die guten Langsamflugeigenschaften des A-Falken begünstigt, die eine bessere Ausnutzung auch schwächerer Aufwinde ermöglichen. Die sehr stabilen und gutmütigen Flugeigenschaften in Verbindung mit dem eher trägen Ansprechen der Ruder bescherten dem A-Falken auch den Spitznamen „Motorkuh“.
Es wurden 56 Exemplare gefertigt.

#### Technische Daten

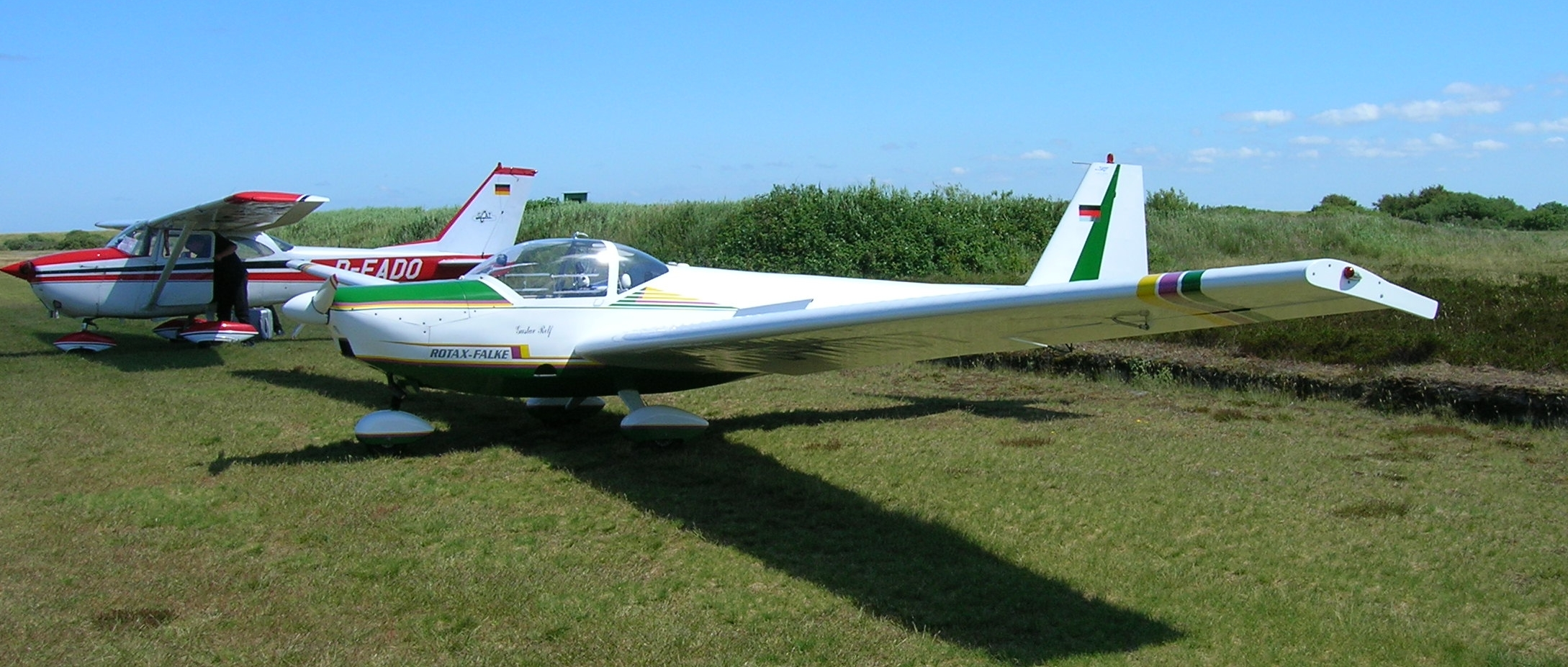
SF 25 C „Rotax-Falke“ mit Bugradfahrwerk

| Kenngröße              | Daten                                        |
| ---------------------- | -------------------------------------------- |
| Besatzung              | 1                                            |
| Passagiere             | 1                                            |
| Länge                  | 7,58 m                                       |
| Spannweite             | 16,6 m                                       |
| Höhe                   | 1,90 m                                       |
| Flügelfläche           | 17,5 m²                                      |
| Gleitzahl              | 20 bei 85 km/h                               |
| Geringstes Sinken      | 0,9 m/s bei 75 km/h                          |
| Leermasse              | 285 kg                                       |
| Startmasse             | 485 kg                                       |
| Flächenbelastung       | 27 kg/m²                                     |
| Mindestgeschwindigkeit | 60 km/h                                      |
| Manövergeschwindigkeit | 140 km/h                                     |
| Höchstgeschwindigkeit  | 180 km/h                                     |
| Triebwerke             | 1 × Solo 560 A2C zu 26 PS oder Hirth F10 A2C |

### SF 25 B

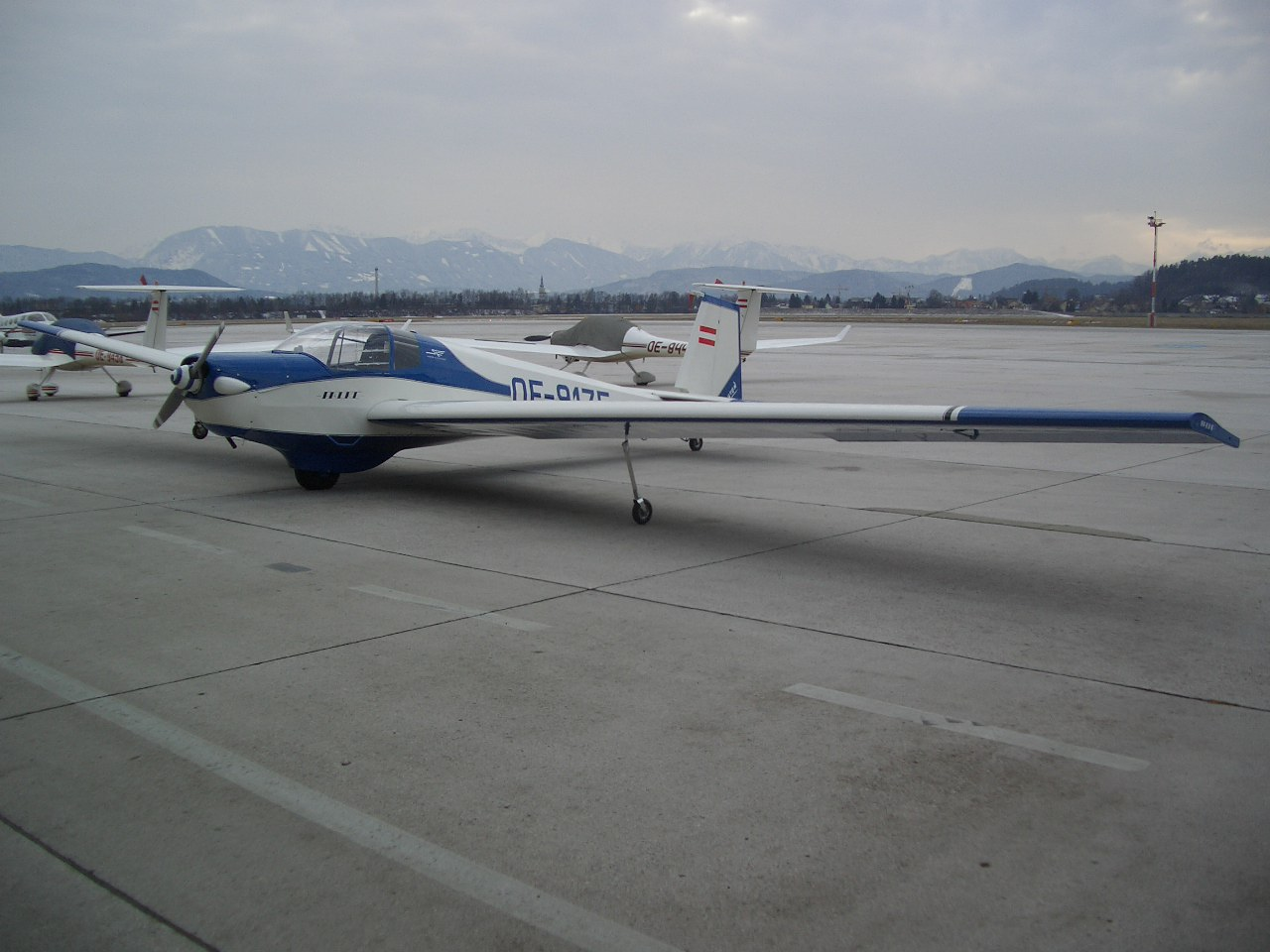
SF 25 B am Flughafen Klagenfurt

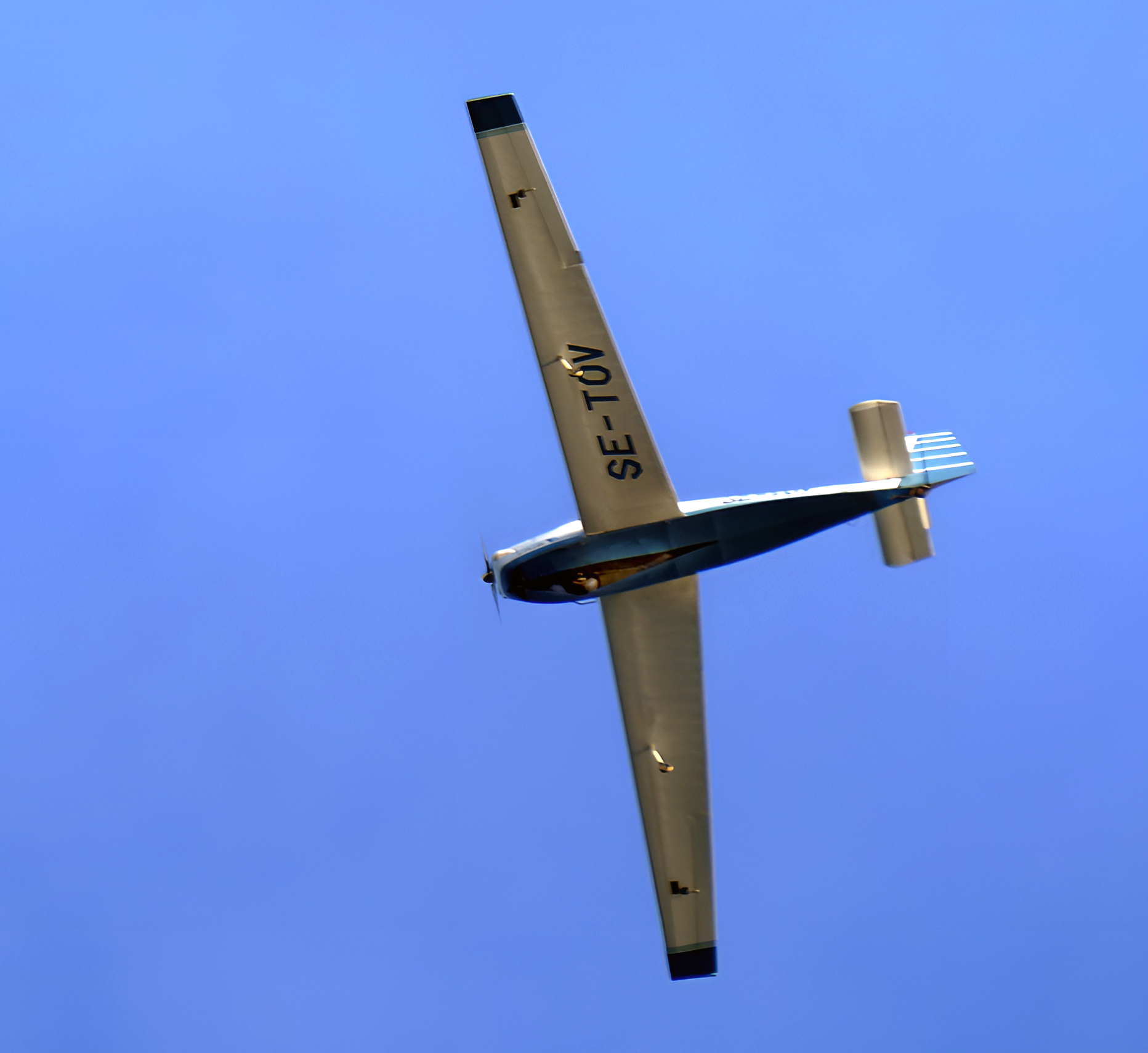
SF25 Motorfalke über Ystad 2022.

Der SF 25 B „B-Falke“ wurde gegenüber der A-Version in zahlreichen Punkten überarbeitet: neben der veränderten Tragflächenauslegung wurde auch eine grundlegende Überarbeitung des Fahrwerks vorgenommen. So erhielt der B-Falke neben dem zentralen Hauptrad mit Trommelbremse kleine Stützräder unter den Tragflächen sowie ein lenkbares Spornrad, um die Manövrierfähigkeit am Boden zu verbessern. Der Wechsel zu den VW-basierten Stamo-Motoren brachte die erforderliche Zuverlässigkeit für einen sicheren Dauerbetrieb. Damit wurde die Entwicklung hin zum Reisemotorsegler vollzogen, während der A-Falke eher den Charakter eines eigenstartfähigen Segelflugzeuges hatte. Damit war der Falke auch als kostengünstige Schulmaschine abseits des Segelflugbetriebes interessant geworden. In Großbritannien wurden insgesamt 76 B-Falken in verschiedenen Varianten bei Slingsby Aviation als T 61 mit unterschiedlichen Motorisierungen in Lizenz gebaut. Für die Nachwuchsschulung der britischen Air Cadets kam in 45 Exemplaren der Versionen T 61E und F Venture T Mk2 der Rollason-RS-MK2-Motor (1,6 l, 48 PS) zum Einsatz. Einige B-Falken wurden von den Firmen Sportavia-Pützer (Dahlemer Binz) und Aeronautica Umbra (Italien) in Lizenz gebaut. Bei den frühen B-Falken wurde der Motor noch mittels Reversierstarter aus dem Cockpit gestartet. Später kamen elektrische Anlasser zum Einsatz. Der Einbau des Starters und des notwendigen Bleiakkus reduzierte allerdings die mögliche Zuladung, da die maximale Startmasse von 555 kg gleich blieb. Der heute nicht mehr erhältliche Stamo-Motor wurde bei vielen B-Falken durch einen 54 PS leistenden Sauer-1800-Motor oder einen 60 PS leistenden Limbach-1700-Motor ersetzt.

#### Technische Daten
| Kenngröße              | Daten                                     |
| ---------------------- | ----------------------------------------- |
| Besatzung              | 1                                         |
| Passagiere             | 1                                         |
| Länge                  | 7,50 m                                    |
| Spannweite             | 15,30 m                                   |
| Flügelfläche           | 17,50 m²                                  |
| Flügelstreckung        | 13,4                                      |
| Flügelprofil           | Mü                                        |
| Gleitzahl              | 22                                        |
| Geringstes Sinken      | 0,95 m/s bei 70 km/h                      |
| Rüstmasse              | 360 kg                                    |
| max. Startmasse        | 555 kg                                    |
| Flächenbelastung       | 31,71 kg/m²                               |
| Mindestgeschwindigkeit | 60 km/h                                   |
| Höchstgeschwindigkeit  | 190 km/h                                  |
| Dienstgipfelhöhe       | ca. 5000 m                                |
| Triebwerke             | 33 kW (45 PS) Stamo MS 1500/1 oder 1500/2 |

### SF 25 C

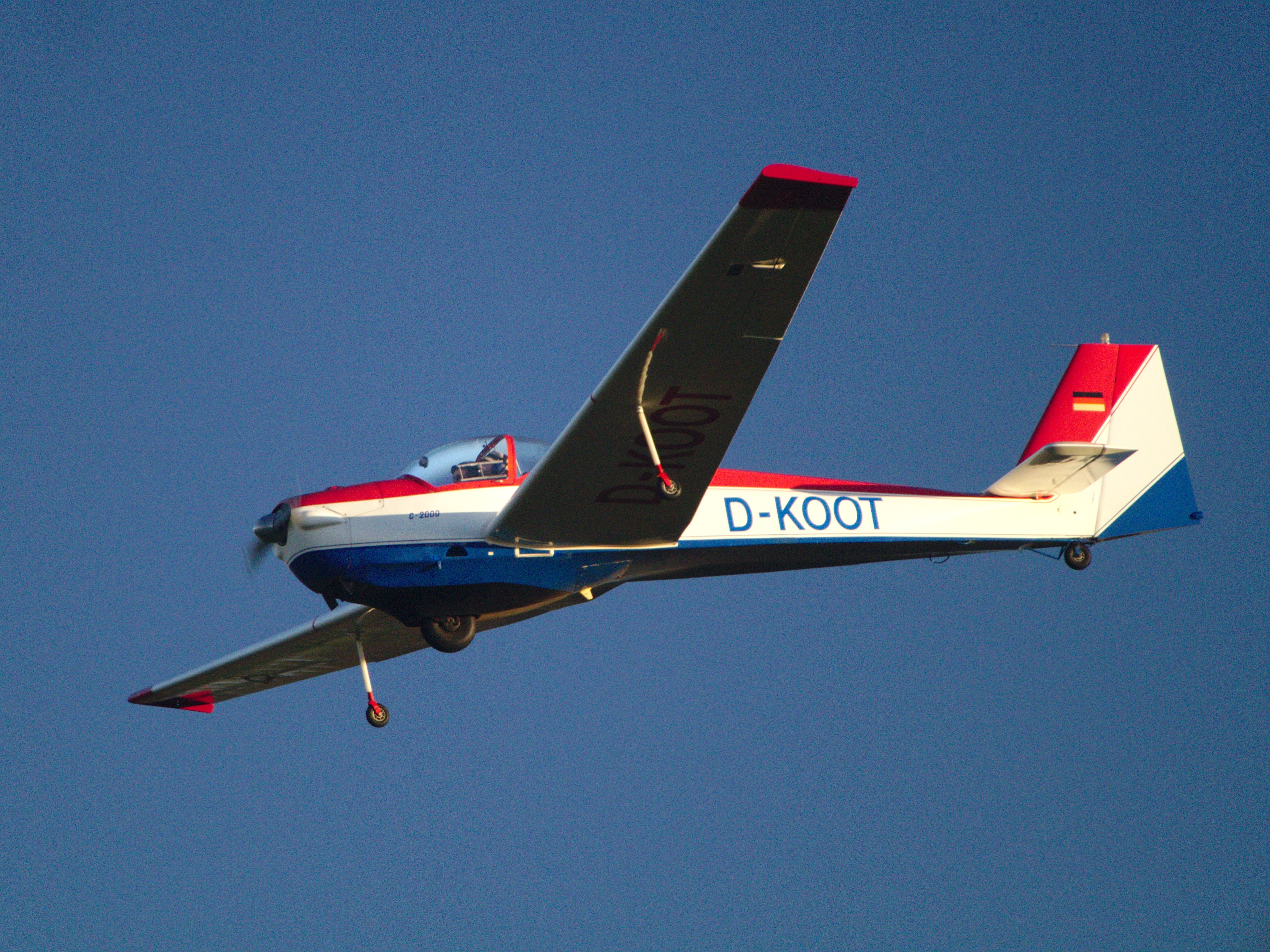
SF 25 C bei der Landung

Der SF 25 C „C-Falke“ ist die am weitesten verbreitete Variante der Falken-Familie und wird heute noch gebaut. Der ursprüngliche C-Falke besitzt den 60 PS leistenden Limbach-SL-1700-EA-Motor und wurde ebenfalls von Sportavia-Pützer auf der Dahlemer Binz in Lizenz produziert. Der spätere SF 25 C 2000 erhielt den 80 PS leistenden Limbach L 2000 EA. Mitte der 1970er-Jahre wurde die Rumpfform leicht zur heutigen „Buckelhaube“ geändert, gleichzeitig wurden die bisher zentral auf einer Wippe gelagerten Steuerknüppel durch parallel geführte ersetzt und die Querruder massenausgeglichen. Ein zunächst optional erhältlicher tiefer Haubenausschnitt erleichterte den Einstieg und ist bei der derzeit gebauten nach hinten öffnenden Haube Standard. Aktuell erhältlich ist die Motorisierung mit dem Rotax 912A bzw. 912S, der 59 kW (80 PS) bzw. 73 kW (100 PS) leistet. Seit Anfang 2009 wird zusammen mit einer auf 690 kg erhöhten Abflugmasse auch der 85 kW (115 PS) leistende Rotax 914F in der SF 25C angeboten.
Mit den Rotax-Triebwerken verfügt der Falke über ausreichende Leistungsreserven für den kostengünstigen Schlepp von Segelflugzeugen, mit dem Rotax 914F sind bis zu 800 kg Anhängelast zulässig.
Unabhängig von Scheibe bot die Firma Loravia in Frankreich Ende der 1990er-Jahre die Modifikation von SF 25C und D als Segelflugzeug-Schlepper an, ausgestattet mit dem 64 kW (87 PS) leistenden Limbach L-2400. Diese Variante wurde 1997 in Frankreich zugelassen und als SFL-25R bezeichnet.
Die Bauweise gleicht im Wesentlichen dem Vorgängertyp SF 25 B. Das Fahrwerk ist in drei Varianten erhältlich:
- Zentralrad-Version (Zentrales Bugrad, Spornrad und Stützräder unter den Tragflächen, kann auch mit Schwerpunktkupplung für den Windenstart ausgestattet werden)
- 2-Bein-Version (zwei Hauptfahrwerke vorderhalb des Schwerpunkts + Spornrad (keine Stützräder))
- 3-Bein-Version (zwei Hauptfahrwerke hinter dem Schwerpunkt und ein Bugrad)

Das Flughandbuch der SF 25 C gibt einen engsten Rollkreisdurchmesser von 15 m bei der Zweibein-Version und von 5 m bei der Bugradversion an.

#### Technische Daten
| Kenngröße              | Wert                                                      |
| ---------------------- | --------------------------------------------------------- |
| Besatzung              | 1                                                         |
| Passagiere             | 1                                                         |
| Länge                  | 7,6 m                                                     |
| Spannweite             | 15,3 m                                                    |
| Flügelfläche           | 18,2 m²                                                   |
| Flügelstreckung        | 13,8                                                      |
| Flügelprofil           | Mü                                                        |
| Gleitzahl              | 23–24                                                     |
| Geringstes Sinken      | 1,1 m/s                                                   |
| Leermasse              | ca. 438 kg (ab 2009: 455–475 kg)                          |
| Startmasse             | ca. 650 kg (ab 2009: 690 kg bei Motorisierung Rotax 914F) |
| Flächenbelastung       | 33,5 kg/m²                                                |
| Mindestgeschwindigkeit | 60 km/h                                                   |
| Dienstgipfelhöhe       | 4300 m                                                    |

#### Motor-Varianten
Aktuell in Produktion sind nur die Rotax-Versionen; Werksangaben 2010 für 690 kg.
| Kenngröße              | Limbach L 2000 EA | Rotax 912A | Rotax 912S | Rotax 914F2 Verstellprop. |
| ---------------------- | ----------------- | ---------- | ---------- | ------------------------- |
| Reisegeschwindigkeit   | 150 km/h          | 170 km/h   | 180 km/h   | 200 km/h                  |
| Steiggeschwindigkeit   | 3,2 m/s           | 4,0 m/s    | 5,0 m/s    | 6,4 m/s                   |
| Startrollstrecke       | ca. 140 m         | ca. 110 m  | ca. 100 m  | ca. 95 m                  |
| Reichweite (55-l-Tank) | ca. 700 km        | ca. 700 km | ca. 600 km | ca. 900 km (80-l-Tank)    |
| Flugdauer              | 4–5 h             | 4,5 h      | 4 h        | 4–6 h                     |
| Kraftstoffvorrat       | 55 / 80 l         | 55 / 80 l  | 55 / 80 l  | 80 l                      |
| Reise-Verbrauch        | ca. 11,5 l/h      | ca. 13 l/h | ca. 13 l/h | ca. 13 l/h                |

### SF 25 D

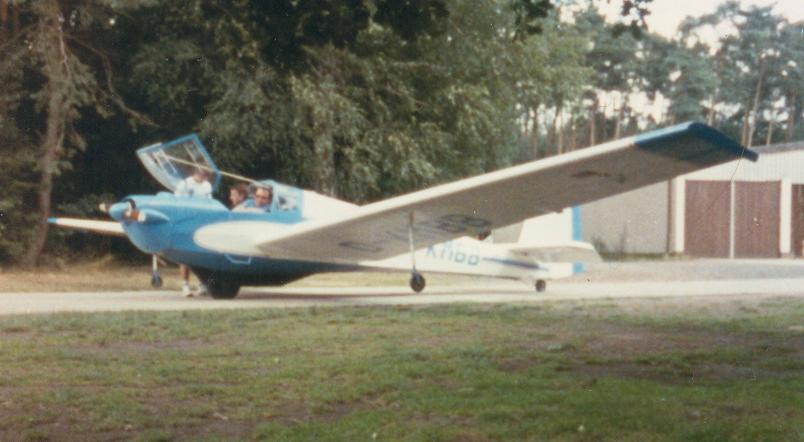
SF 25 D des LSC Babenhausen im Sommer 1986

Nachdem sich die neue, stärkere Motorisierung im C-Falken bewährt hatte, kam bei den Piloten der deutlich schwächer motorisierten B-Falken der Wunsch auf, den stärkeren 1700-cm³-Limbach-Motor (L 1700 E0) mit 44 kW (60 PS) ebenfalls nutzen zu können. Bei der Firma Scheibe wurde daher eine Umrüstmöglichkeit entwickelt. Um den schwereren Motor aufnehmen zu können, musste der Rumpf konstruktiv verstärkt werden. Die Tragflächen wurden im Gegenzug auf eine Spannweite von 14,68 m gekürzt und die maximale Abflugmasse auf 580 kg erhöht. Aufgrund der erforderlichen Änderungen an Zelle und Tragwerk wurden diese Umrüstungen lediglich im Werk vorgenommen; derart umgerüstete B-Falken wurden dann als SF 25 D bzw. kurz „D-Falke“ bezeichnet.

### SF 25 E
Der SF 25 E „Super-Falke“ hat 18 m Spannweite und besitzt einen 64 PS leistenden Limbach-Motor. Die vergrößerte Spannweite und der Einsatz eines Dreistellungs-Propellers (Start-, Reiseflug- und Segelstellung) erhöhten die Gleitzahl von 22 auf 28. Zum platzsparenden Hangarieren können bei vielen Exemplaren die Außenflügel auf die Innenflügel geklappt werden, die Trennstelle mit Einhebelbedienung war ähnlich wie bei der RF 5B „Sperber“ ausgeführt.

### SF 25 K
Diese Variante hat einen 49-PS-Motor und Spornradlenkung.
Das Besondere waren die abklappbaren Tragflächen, die beim Hangarieren wesentlich weniger Hallenplatz beanspruchten.